# A. L. Barker
Audrey Lilian „Pat“ Barker FRSL (* 13. April 1918 in St Paul’s Cray, Kent; † 21. Februar 2002 in Sutton, London), verheiratete Pat Bourne, war eine britische Schriftstellerin, die unter dem Namen A. L. Barker publizierte.

## Leben
Pat Barker wurde 1918 in St Paul’s Cray geboren. Damals lag das Dorf südlich von London in der Grafschaft Kent, später wurde es nach London eingemeindet. Ihr Vater, eigentlich Molkerist, diente zum Zeitpunkt ihrer Geburt als Flugzeugmechaniker in der Royal Air Force und fand nach dem Ersten Weltkrieg Arbeit als Automechaniker und Eisenbahner. Ihre Mutter ging putzen, um ihrem einzigen Kind eine angemessene Bildung zu ermöglichen. Die Ehe ihrer Eltern war unglücklich und Barker fand Zuflucht in der Literatur. Eine erste Kurzgeschichte veröffentlichte sie bereits als Neunjährige und für die High School erhielt sie ein Stipendium. Mit 16 Jahren musste sie die Schule aber auf Drängen ihres Vaters verlassen, der darin keinen Sinn sah und ihr Arbeit bei einem Uhrmacher vermittelte. Nach kurzer Zeit kündigte Barker und suchte stattdessen Anstellung im Literaturbetrieb, um so Zeit und Zugang zum Schreiben zu finden. Nach einem ersten Arbeitsplatz bei einer Literaturagentur wurde sie beim Zeitungsverlag Amalgamated Press eingestellt. Im Zweiten Weltkrieg diente sie als Agrararbeiterin der Women’s Land Army und als Telefonistin des National Fire Service, bevor sie in einem Autohandel zu arbeiten begann.
1942 hatte Barker den Navy-Soldaten Kenneth Bourne geheiratet, offenbar aber mehr aus Vernunft heraus als aus Liebe. Nach nur kurzer Zeit endete die Ehe in der Scheidung, wenngleich sie ihren Ehenamen Pat Bourne im Berufsleben weiter verwendete. Später zog sie mit ihrer wohlhabenden Kindheitsfreundin Dorothy McClelland (1912–2000) zusammen und lebte mit ihr in Carshalton am südlichen Stadtrand von London. Von dort pendelte sie täglich nach London, um dort ihren Lebensunterhalt zu verdienen. In der Nachkriegszeit hatte sie zunächst Anstellung als Lektorin bei der Cresset Press gefunden, ehe sie als Redakteurin zur BBC wechselte. 1978 ging sie in den Ruhestand. Die Kombination aus sicherem Einkommen und geordneten Lebensumständen ermöglichte es Barker, nebenher zu schreiben. Wenngleich nie ein Publikumsfavorit, wurde sie von der Literaturkritik stets gelobt und mit mehreren Preisen und Stipendien ausgezeichnet, die ihr unter anderem ein schriftstellerisches Sabbatical und Reisen durch Europa ermöglichten. Von 1981 bis 1985 saß sie im Vorstand des englischen Ablegers von PEN International. In den 1990er Jahren verletzte sich Barker zunächst bei einem Sturz schwer und erlitt 1998 zwei Schlaganfälle, die sie zwangen, in ein Pflegeheim in Sutton zu ziehen. Als 2000 McClelland verstarb, verweigerte Barker fortan, zu sprechen. Sie selbst verstarb zwei Jahre später, im Februar 2002, im Pflegeheim im Alter von 83 Jahren an einer Bronchopneumonie. Ihr Nachlass befindet sich im Harry Ransom Center an der University of Texas at Austin.

## Werk
Barkers Œuvre umfasst elf Romane und acht Sammlungen von Kurzgeschichten, wenngleich letztere als qualitativ hochwertiger gelten. Mit dieser Literaturform erlangte sie in den 1930er Jahren Bekanntheit, ehe sie 1947 mit Innocents eine erste Sammlung veröffentlichte. Die dort enthaltenen Geschichten The Iconoclasts und Sumberged zählen zu ihren besten. Ihre Kurzgeschichten werden als grazil komponiert und lyrisch beschrieben. Für ihre Romane nutzte sie häufig mehrere kurze Novellen, die sich miteinander verband; auch andere Textmaterialien bezog sie in ihre Romane ein. Viele ihrer Werke spielen am südlichen Stadtrand von London, wo auch Barker selbst ihr ganzes Leben verbrachten. Sie stellt dabei die Landschaft als verwunschen, manchmal gar verlassen dar. Generell zieht sich ein Hang zur Mystik durch ihr Werk. Ihr größter Erfolg war 1987 ihr Roman The Gooseboy, dessen Handlung an das zurückgezogene Leben des britischen Schauspielers Dirk Bogarde in Südfrankreich angelehnt war.

## Ehrungen (Auswahl)
- 1947: Somerset Maugham Award für Innocents[1]
- 1962: Literaturpreis des Cheltenham Literature Festival[1]
- 1970: Fellow der Royal Society of Literature[3]
- 1988: PEN/Macmillan Silver Pen Award für THe Gooseboy[3]

## Werke
Anthologien von Kurzgeschichten
- Innocents. Hogarth Press, London 1947.
- Novelette: With Other Stories. Hogarth Press, London 1951.
- The Joy-Ride and After. Hogarth Press, London 1963.
  - Schwarzfahrt und danach. Übersetzt von Uwe Friesel. Wegner, Hamburg 1966.
- Lost Upon the Roundabouts. Hogarth Press, London 1964.
  - Die Peitschenhand: Zehn eigenartige Geschichten. Übersetzt von Maria Honeit und Hans Bütow. Wegner, Hamburg 1965.
- Femina Real. Hogarth Press, London 1971. ISBN 0-7012-0352-8.
- No Word Of Love. Chatto & Windus, London 1985. ISBN 0-7011-2900-X.
- Any Excuse For A Party: Collected Stories. Hutchinson, London 1991. ISBN 0-09-174643-4.
- Element of Doubt. Vintage, London 1992. ISBN 0-09-919051-6.

Romane
- Apology for a Hero. Hogarth Press, London 1950.
- The Middling. Hogarth Press, London 1967.
- John Brown’s Body. Hogarth Press, London 1969.
- A Source of Embarrasment. Hogarth Press, London 1974. ISBN 0-7012-0387-0.
- A Case Examined. Vintage / Ebury, London 1975. ISBN 0-7012-0006-5.
- A Heavy Feather. Hogarth Press, London 1978. ISBN 0-7012-0452-4.
- Relative Successes. Chatto & Windus, London 1984. ISBN 0-7011-2839-9.
- The Gooseboy. Hutchinson, London 1987. ISBN 0-09-172569-0.
- The Woman Who Talked to Herself. Hutchinson, London 1989. ISBN 0-09-174060-6.
- Zeph. Random House, London 1992. ISBN 0-09-174642-6.
- The Haunt. Virago, London 1999. ISBN 1-86049-722-5.

Sammelbänder
- Life Stories. Hogarth Press, London 1981. ISBN 0-7012-0538-5.
- Submerged: Selected Stories. Mit einem Vorwort von Jane Gardam. Virago, London 2002. ISBN 1-86049-927-9.

## Deutschsprachige Hörspielbearbeitung
- 1967: Jemand an der Tür. Hörspiel nach einer eigenartigen Weihnachtsgeschichte – Übersetzung: Maria Honeit; Bearbeitung und Regie: Klaus Gmeiner (ORF Salzburg)[4]